# Yala (rivière)
Pour les articles homonymes, voir Yala.

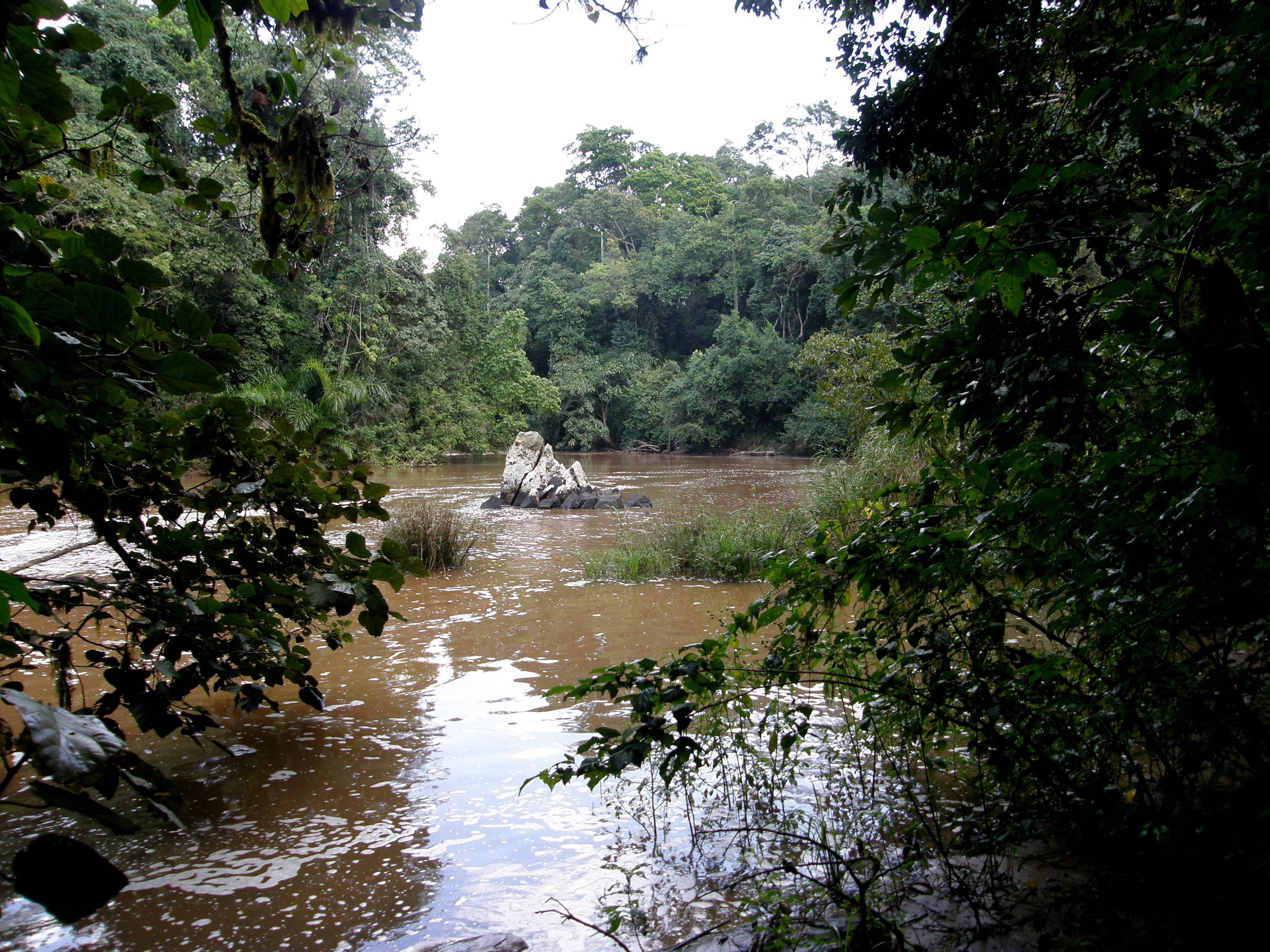
La Yala dans la forêt de Kakamega

La Yala est une rivière de l'ouest du Kenya, affluent du lac Victoria.

## Géographie
Elle prend sa source à 2 364 m d'altitude dans l'escarpement de Nandi (Nandi Escarpment) situé sur la bordure nord du rift Kavirondo qui est un des segments du linéament oriental du rift africain.
Dans sa première orientation est-nord-est → ouest-sud-ouest, elle passe au nord des monts Nandi (Nandi Hills) et de ses plantations de thé, traverse la forêt sud de Nandi (South Nandi Forest) et le sud de la forêt de Kakamega. Face au mont Usire, elle prend la direction de l'ouest-nord-ouest avant de voir ses eaux utilisées par des rizières et la pisciculture puis alimenter le marais de Yala.
Dès son entrée dans le marais, elle se sépare en deux. La branche de droite entre dans le lac Kanyaboli, où elle reçoit comme affluent la Rapudo, rentre de nouveau dans le marais, reçoit la Hwiro, et divise le marécage selon une ligne médiane jusqu'à sa confluence dans le lac Victoria. La branche de gauche, qui marque la limite sud du marais, forme le petit lac Namboyo, contourne Ramogi hill puis alimente le lac Sare avant de confluer dans le lac Victoria à Usengi.
De la source à la confluence située à 1 131,7 m d'altitude, le dénivelé est de 1 232,3 m et la pente moyenne est de 0,56 %. La distance directe entre la source et la confluence est de 146,6 km et la longueur réelle est de 219 km.

### Affluents
- King’wal et Kimondi (dans la forêt sud de Nandi) ;
- Ochock (du plateau de Bondo) ;
- Rapudo (dans le lac Kanyaboli) ;
- Hwiro (dans le marais de Yala).

### Comtés traversés
- Ancienne province de la vallée du Rift :
  - comté de Nandi.
- Ancienne province occidentale :
  - bordure entre les comtés de Kakamega et de Vihiga ;
  - comté de Busia.
- Ancienne province de Nyanza :
  - comté de Siaya.